# Kepler-69b

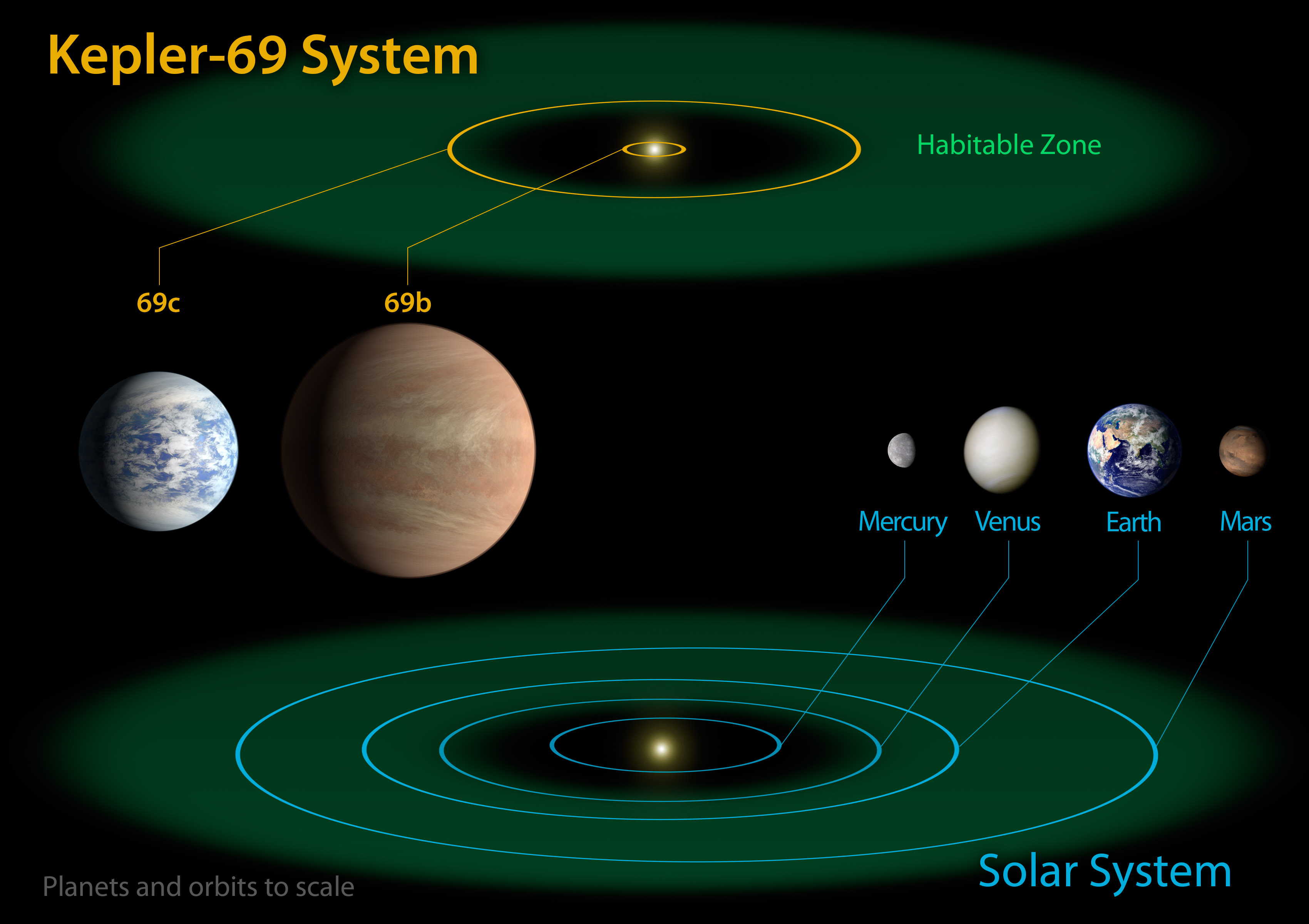
Comparação do Sistema Kepler-69 com o Sistema Solar.

Kepler-69b é um planeta extrassolar confirmado que orbita Kepler-69, uma estrela anã amarela assim como o Sol, localizada a cerca de 2.700 anos-luz (830 pc) a partir da Terra, na constelação de Cygnus. O planeta foi descoberto pelo telescópio espacial Kepler da NASA, através do método de trânsito, quando o efeito de escurecimento que faz um planeta como ele quando cruza em frente da sua estrela é medido. Ele é o planeta mais interno do sistema Kepler-69. É provável que este planeta seja uma superterra quente ou um mininetuno.